# Ante Marković
Ante Marković (Konjic, 1924. november 25. – Zágráb, 2011. november 28.)  bosznia-hercegovinai horvát politikus, üzletember és mérnök. A Horvát Szocialista Köztársaság Elnökségének elnöke, és a Jugoszláv Szocialista Szövetségi Köztársaság utolsó miniszterelnöke volt.

## Élete
Marković szegény parasztcsaládban született a hercegovinai Konjicban, amely akkoriban a Jugoszláv Királyság része volt, jelenleg pedig Bosznia-Hercegovinában található. 1943-ban csatlakozott a Jugoszláv Kommunista Párthoz, és a második világháborúban a jugoszláv partizánokkal harcolt. 1954-ben szerzett villamosmérnöki diplomát a Zágrábi Egyetem Műszaki Karának Elektrotechnikai Tanszékén. Zágrábban maradt, ahol 1961 és 1984 között a Rade Končar Iparvállalat igazgatója volt.

## Politikai pályafutása
A politikai életben 1982-ben, az adósságválság idején, a Horvát Szocialista Köztársaság Végrehajtó Tanácsának elnökeként (miniszterelnök) tűnt fel. Négy éves mandátumának letelte után 1986-ban
Ema Derosi-Bjelajac helyett a Horvát Szocialista Köztársaság elnökségének elnöke lett. A Horvát Kommunisták Szövetségében liberálisként ismerték, ezért is támadták mindig a meggyőződéses kommunisták. Támogatta a politikai rendszer többpártrendszerré alakítását. Ezt a pozíciót 1988-ig töltötte be, amikor Ivo Latin váltotta fel.
1989. március 16-án a lemondott bosznia-hercegovinai Branko Mikulić helyére a Szövetségi Végrehajtó Tanács (SIV) elnökévé választották. A SIV elnöki posztjának betöltésekor azt követelte, hogy senki ne avatkozzon bele a kormányalakításba. A szövetségi belügyminiszteri poszton kívül sem a Jugoszláv Kommunisták Szövetsége (SKJ), sem a Jugoszláv Szocialista Szövetségi Köztársaság elnöksége tagjai nem kaptak miniszteri posztot. Marković jelöltje a szövetségi belügyminiszteri posztra Janez Zemljarič volt, aki korábban a Szlovén Szocialista Köztársaság miniszterelnöke, Milka Planinc idején pedig a SIV alelnöke volt. Marković jól ismerte és becsülte Zemljaričot. Slobodan Milošević azonban nem volt hajlandó támogatni Zemljarič jelölését. Miután Marković számos Milošević-jelöltet elutasított, Marković végül elfogadta Milošević javaslatát, hogy Petar Gračanin tábornokot nevezzék ki a szövetségi belügyi miniszteri posztra. Abban az időben Gračanin a szerb elnökség elnöki posztját töltötte be, a szövetségi belügyminiszteri posztot pedig kizárólag az SKJ elnöksége hagyta jóvá.
1989. június 28-án Marković a SIV elnökeként Janez Drnovšekkel, aki akkoriban az elnökség elnöke volt, részt vett Slobodan Milošević Gazimestanban tartott beszédén, de sem Marković, sem Drnovšek nem ismerte Milošević ünnepi beszédének tartalmát. A beszédet követően Marković és Drnovšek annak nagyszerb részei elleni tiltakozásul a Jugoszláv Légierő helikopterével elhagyta a helyszínt. Marković azt az álláspontot képviselte, hogy Vajdaságnak és különösen Koszovónak meg kell adni azt az autonómiát, amelyet Josip Broz Tito idejében már megkapott. 1990 januárjában, az SKJ 14. rendkívüli kongresszusa után, amelyet a horvát és szlovén küldöttek tiltakozásul elhagytak, Marković azt mondta újságíróknak: „Na és mi van, ha a párt szétesik, Jugoszlávia még meglesz nélküle!” Nem sokkal ezután megalapította a Jugoszlávia Reformerők Szövetsége nevű pártot, amely kiállt Jugoszlávia továbbélése mellett, azaz fellépett a köztársaságok és tartományok Jugoszláviából való kiválása ellen. Marković programja azonban vereséget szenvedett, mert potenciális horvátországi koalíciós partnerei (volt kommunisták) alulmaradtak a választásokon, a Jugoszláv Reformerők Szövetsége pedig Bosznia és Hercegovinában, Macedóniában, Szerbiában és Montenegróban is vereséget szenvedett.
1991. december 20-án, egy hónappal a szerbek áltral elkövetett ovčarai mészárlások után lemondott a SIV elnöki posztjáról. A gyilkosságokon felháborodott horvát közvélemény erősen neheztelt rá emiatt, és ettől kezdve Horvátországban az a hiedelem uralkodott, hogy Marković Milošević mellé állt. Már 1991 végén azon gondolkodott, hogyan meneküljön el Belgrádból, Macedónián keresztül Olaszországba, amiben még Kir Gligorov macedón elnökkel is megállapodott. Végül sikerült eljutnia Zágrábba, ahol Ausztriába indulásáig maradt. Marković a horvátországi politikai helyzet és az ellenséges hangulat miatt költözött Ausztriába, valamint azért, mert az osztrák kancellár akkoriban Marković jó barátja, Franz Vranitzky volt,. Úgy döntött, hogy Grazban telepszik le, egyrészt mert közel van Zágrábhoz, másrészt mert így könnyebben tud kommunikálni családjával, akik Zágrábban maradtak.

### Marković gazdasági reformjai
1989-ben az SKJ Szövetségi Közgyűlésében Marković ambiciózus gazdasági reformprogramot terjesztett elő, amelynek alapvető célja a hiperinfláció leküzdése volt. 1989 végén ugyanis az infláció elérte az elképesztően magas, évi 2679%-ot. Marković George H. W. Bush akkori elnök meghívására tett amerikai látogatása során, támogatást keresve gazdaságpolitikájához, tárgyalt a Nemzetközi Valutaalappal (IMF) a jugoszláviai gazdasági reformokról. A Markovićcsal folytatott találkozó után az IMF akkori igazgatója, Michel Camdessuso úgy nyilatkozott, hogy gyakorlata során soha nem hallott ilyen következetes és bátor tervről. Arra az esetre, ha koncepciója megvalósul, nyugati bankok pénzügyi támogatást ígértek Markovićnak és reformjainak.
Marković először a bankszektor problémáira fókuszált, ahol sikeresen oldotta meg az ún. piszkos eszközök, a nehezen vagy egyáltalán nem behajtható banki követelések problémáját. Marković programja alapján a dinár és a német márka átváltási árfolyamát befagyasztották, és bevezették a konvertibilis dinárt. A JNA katonai költségvetését a Jugoszlávia rendelkezésére álló teljes költségvetés 60%-áról 35%-ra csökkentette. Csökkentette az adminisztrációra fordított kiadásokat, de növelte a vám- és rendőrségi forrásokat. Marković, noha körülötte mindenki ellenezte ezt a lépést, ragaszkodott a vámtisztviselők fizetésének jelentős emeléséhez. Addig a költségvetés felét a köztársaságok és tartományok befizetéseiből finanszírozták, a másik fele pedig a szövetség saját bevétele volt. Ez a forgalmi adóra, a vámra és a jövedéki adókra vonatkozik. Amikor a vámtisztviselők fizetése nőtt, a vámból származó bevétel annyira megnőtt, hogy Marković javasolta a köztársaságok és tartományok járulékainak eltörlését. Marković rendezte a Szovjetunióval való kereskedelmet, vagyis elszámoltatta a költségeket. Marković reformjai előtt elég volt, ha egy cég elküldte a dokumentumokat arról, hogy árukat exportált a Szovjetunióba, és a jugoszláv szövetségi kormány kifizette. A reformok után a cégnek először elszámolódollárokat, pontosabban papírokat kellett beszereznie. Ez virtuális pénz volt, amellyel Jugoszlávia vásárolhatott a Szovjetunióban, és csak ezután válthatták be ezeket a dollárokat a Jugoszláv Nemzeti Bankban dinárra és így tovább. Az elszámolási költségek ezután jelentősen csökkentek. Milošević ekkor támadta Markovićot a szerb gazdaság tönkretétele miatt, holott Szlovénia és Horvátország is nagy elszámolóexporttal rendelkezett. A reformok után a társadalmi tevékenységeket (kultúra, egészségügy, oktatás stb.) a köztársaságok nem saját költségvetésükből, hanem külön alapokból finanszírozták, amelyeket hozzájárulásokkal töltöttek fel. Marković 1990-es reformja miatt módosították a privatizációs törvényt, amelyet később „Marković privatizációjaként” ismertek. A törvénymódosítást követően egyedi privatizációkra került sor. A vállalati alkalmazottak előnyben részesültek, mert az új törvény a belső részvények kibocsátásával messzemenő kedvezményeket biztosított a vezetőségnek és a dolgozóknak, másrészt megnehezítette a vállalatok részvényeinek külső befektetőknek történő eladását.

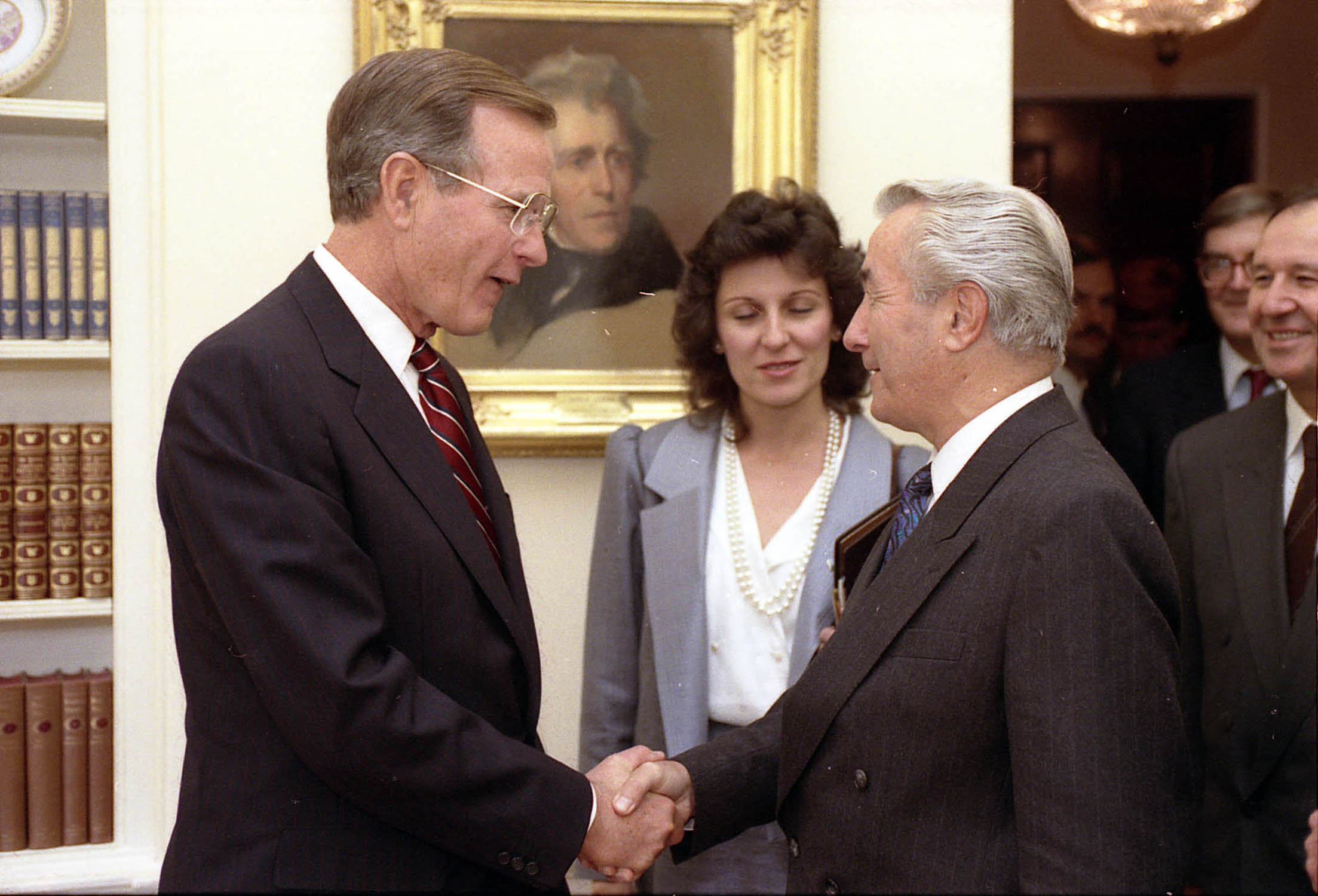
Ante Marković Washingtonban George H. W. Bush amerikai elnökkel

Markovićnak kedvezett az a tény, hogy az állam gazdasági integrációjának szintje meglehetősen magas volt, vagyis az anyaköztársaság területén kívüli gazdasági tevékenységek aránya viszonylag nagy és a gazdasági helyzet szempontjából jelentős volt Jugoszlávia valamennyi köztársaságában. Marković reformjai nem sokkal a megvalósítás után kezdték meghozni az eredményeket, az életszínvonal emelkedni kezdett, a dinár stabilizálódott, az infláció megállt, és bevezették a konvertibilitást. A dinár lett az első konvertibilis valuta, melyet egy szocialista országban vezettek be. Marković reformjai során a devizatartalékok 1,5-ről 6,8 milliárd dollárra nőttek. Jugoszlávia külföldi adóssága másfél év alatt 21,5-ről 12,2 milliárd dollárra csökkent. Marković kormánya az 1989. decemberi havi 56%-ról 1990. januárra 17,3%-ra, februárban pedig 8,4%-ra, 1990 márciusában pedig 2,4%-ra csökkentette az inflációt.
Marković az ország különböző részeiből érkező ellenállásba ütközött, nemcsak az egyes köztársasági vezetésekben, hanem a szövetségi közgyűlésben is, Milošević pedig kezdettől fogva szabotálta Marković reformjait, mindent elkövetett, hogy lerombolja azokat. A Belgrádból irányított folyamatos politikai puccsok tönkretették Jugoszlávia monetáris stabilitását. Ugyanis 1991. január 8-án Milošević monetáris támadást hajtott végre a Jugoszláv Nemzeti Bank ellen. A támadást úgy hajtották végre, hogy a Jugoszláv Nemzeti Banktól a Szerb Nemzeti Bankon keresztül 18,2 milliárd dinárt, azaz 2,5 milliárd német márkát vontak ki. Bár Marković ezután szankciókat és a pénz visszaszolgáltatását követelte Szerbiával szemben, mindezt nem hajtották végre. Ez a monetáris sztrájk formálisan Marković reformjainak végét és Jugoszlávia felbomlásának kezdetét jelentette. Noha Marković reformjai addig gazdaságilag sikeresek voltak, nem tudták megállítani a politikai fejleményeket, amelyben a közvéleményt egyre inkább eluralta a gyűlöletbeszéd és a Szerbiából érkező fegyverrel való fenyegetés. Amikor Jugoszlávia elkezdett felbomlani, valójában már a gazdasági válságból való kilábalás felé tartott.

### A délszláv háború alatti és utáni szerepe
Marković 1990-ben találkozott először Franjo Tuđman elnökkel. Azon a találkozón Tuđman elnök Marković támogatását kérte politikájához és hatalomra jutásához Horvátországban. Marković ahhoz a feltételhez kötötte támogatását, hogy Tuđman támogatja a megkezdett reformokat és az ország demokratizálódását, kerülje a revansizmust a szerbekkel szemben Horvátországban, valamint ne Miloševićen és Belgrádon keresztül folytassák a tárgyalásokat, hogy Horvátországot ne militarizálja, és ne fegyverkezzen és Bosznia-Hercegovinát zárja ki Horvátország minden lehetséges jövőbeli tervéből. Tuđman azonban nem értett egyet Marković ezen feltételeivel.
1990 végén Marković, Horvátország és Slobodan Milošević Kadijević által támogatott politikája miatt összetűzésbe került Veljko Kadijević szövetségi védelmi miniszterrel. 1991 elején Kadijević a JNA vezérkara által kidolgozott tervet javasolt Markovićnak, amihez politikai támogatásra és legitimitásra lett volna szükség. Ez a terv az volt, hogy letartóztatják Horvátország és Szlovénia vezetőit, azaz Franjo Tuđman és Milan Kučan elnököket. Marković határozottan megtagadta a terv támogatását, és megkérdezte, hogy miért nem tartóztatják le Miloševićet.
1991 májusában Marković el akarta mozdítani Kadijevićet, és Anton Tus tábornokot akarta kinevezni új szövetségi védelmi miniszternek, aki akkor még Belgrádban a JNA-ban tevékenykedett. A terv az volt, hogy Tus tábornokkal a JNA élén, Stjepan Mesićcsel az elnökség élén, Markovićcsal pedig a kormány élén, a JNA-n belüli Milosevic-párti erőket semlegesíthetik. Tus tábornok egyetértett a tervvel, Marković pedig Tuđman elnökkel beszélt róla, amikor Zágrábba érkezett. Bár Tuđman elnök azt mondta, hogy elgondolkozik rajta, a terv meghiúsult, miután Tus tábornokot kinevezték a Horvát Köztársaság Fegyveres Erői vezérkarának első főnökévé.
Mivel soha nem támogatta az erőszakot, Marković folyamatosan ragaszkodott a törvényességhez. A JNA szlovéniai fellépésének formális keretét a határátkelőhelyek elfoglalásáról szóló határozat adta a SIV-nek, bár a SIV-et törvény nem hatalmazta fel arra, hogy a hadsereg igénybevételéről döntsön. A SIV június 25-ről 26-ra virradó éjszaka JNA egységeket küldött ki a Szlovén Köztársaság területén az államhatár átlépésére és a határzónában való mozgásra vonatkozó szövetségi szabályok végrehajtásának biztosítására. 1991-ben, és a katonai beavatkozás kudarca miatt Marković egyre tehetetlenebbé vált. Marković határozottan tagadta, hogy elrendelte volna a JNA beavatkozását Szlovéniában, hangsúlyozva, hogy kormánya ekkor csak arra utasította a szövetségi belügyi erőket (MUP), hogy a JNA egységeivel együttműködve kezdje meg a szlovéniai határátkelőhelyek ellenőrzését. Stjepan Mesić megerősítette, hogy Marković és az összes SIV-miniszter, köztük a SIV-ben lévő szlovének egy csoportja nem kérte harckocsik és katonai eszközök bevetését, hanem csak a MUP és a JNA határ menti egységeinek bevonását követelte Jugoszlávia határa, vagyis akkor még a Szlovén Szocialista Köztársaság határa ellenőrzésére. Az 1991. szeptember 18-án tartott SIV-ülésen Marković, Kadijević és helyettese, Stana Brovet admirális lemondását követelte. Kadijević még 1991 márciusában bojkottálta a Markovićcsal, azaz a SIV-vel való együttműködést. Marković kijelentette, hogy”a JNA visszaélt helyzetével, és háborút indított egy köztársaság (Horvátország) elle”.
A horvátországi háború elején Marković szorgalmazta a jugoszláv fegyverimport embargóját. Abban az időben Horvátország nem volt felkészülve arra, hogy megfelelően ellenálljon a JNA-nak. Az akkor bevezetett fegyverszállítási embargó a nemzetközi közösség politikájának egyik fő mozgatórugója volt, és Horvátország minden jelentősebb védekezési kísérletét megakadályozta.
1991-ben, a Lord Peter Carington vezette diplomáciai tárgyalások során Marković keményen támadta Miloševićet Vukovár és Dubrovnik elpusztítása miatt. Nyílt levélben kérte Miloševićet, hogy állítsa le a JNA rendkívüli mozgósítását a Horvátország elleni háborúban.
1991. október 7-én merénylet célpontja lett, amikor a jugoszláv légierő rakétákat lőtt Banski Dvorira, ahol éppen Tuđman elnökkel és Stjepan Mesićtyel ebédelt. A JNA vezetőségének lemondását követően nyilvánvalóan ő is a renegát hadsereg célpontjává vált.
Marković kiállt a „brüsszeli nyilatkozat” mellett, mert úgy vélte, hogy ez az egyetlen lehetséges módja a Jugoszlávia belső viszonyai békés rendezésének. Az 1991. december 17-iki brüsszeli nyilatkozat megállapította a Jugoszláv Szocialista Szövetségi Köztársaság feloszlatását, és az akkori tagköztársaságainak lehetővé tették, hogy 1991. december 23-ig kinyilváníthassák függetlenségüket.

### A boszniai háború
A Szövetségi Végrehajtó Tanács ülésén Marković felszólította Slobodan Miloševićet és Radovan Karadžićot a "RAM" akcióval kapcsolatban, amely Bosznia-Hercegovina területének katonai megszállására vonatkozó szerb politikai terv volt, abból a célból, hogy az egy csökkentett területű szerb vezetésű Jugoszláviában maradjon.[28] Milošević és Karadžić „RAM” tervéről folytatott beszélgetésének felvételét Alija Delimustafić, Bosznia-Hercegovina belügyminisztere személyesen hozta el Markovićnak.
1992-ben Alija Delimustafić meglátogatta Markovićot Grazban, és azt javasolta, hogy orosz kapcsolatain keresztül szervezze meg Bosznia-Hercegovina fegyverbeszerzését. Bár Delimustafić nagy fizetést ajánlott Markovićnak ezért a munkáért, ő visszautasította az ajánlatot, mondván: „Bármit kérhet tőlem, de ne kérjen fegyvert. A fegyverek miatt hagytam el Belgrádot.”

## Késői évei és halála
Ausztriába érkezésekor Vranitzky kancellár felajánlotta Markovićnak az osztrák állampolgárságot, amit Marković visszautasított, rámutatva, hogy horvát, és nem akar osztrákként meghalni.[3] Ausztriában tanácsadói munkát végzett nagyvállalatok és kormányok, többek között Bosznia-Hercegovina és Macedónia kormánya számára. Marković az utolsó 20 évben a Zágráb-Bécs-Szarajevó útvonalon mozgott, munkája nagy része szülőhazájához, Bosznia-Hercegovinához kapcsolódott. A boszniai háború után magánvállalkozást nyitott. Ismeretes, hogy luxuslakásokat épített Szarajevóban, amelyekre a válság kitöréséig nagy volt a kereslet, különösen azért, mert Marković Szarajevóban kultikus személynek számított. A lakások után Branko Roglić horvát vállalkozóval mini vízerőműveket kezdett építeni, de szétváltak.
2003-ban tanú volt Slobodan Milošević perében a Nemzetközi Bíróságon a volt Jugoszlávia területén elkövetett háborús bűnök tárgyában. Ezután közvetlenül azzal vádolta Miloševićet, hogy ő volt a volt Jugoszlávia területén folyó háborúk fő bűnöse.
Ante Markovićot álmában érte a halál Zágrábban 2011. november 28-án. Búcsúztatása a zágrábi Mirogoj temetőben volt, utána Dubrovnikban helyezték örök nyugalomra, ahol ifjúságát töltötte.

## Művei
- Ekonomisti o krizi: razgovor ekonomista s mandatorom za SIV, dipl. ing. Antom Markovićem, Beograd, 1989. (szerk. Tomislav Popović)[44]
- Jugoslovenske promene: govori i izlaganja Ante Markovića, Predsednika Saveznog izvršnog veća, Beograd, 1990. (angol kiadás: Yugoslav Changes: addresses and statements by Ante Marković, Yugoslav Prime Minister, Beograd, 1990.)
- The Laws on Economic Reform in Yugoslavia (főszerk. Josip Druker)[45]

## Fordítás
Ez a szócikk részben vagy egészben  az   Ante Marković című horvát Wikipédia-szócikk ezen változatának fordításán alapul.  Az eredeti cikk szerkesztőit annak laptörténete sorolja fel. Ez a jelzés csupán a megfogalmazás eredetét és a szerzői jogokat jelzi, nem szolgál a cikkben szereplő információk forrásmegjelöléseként.